# Rüdiger Heins

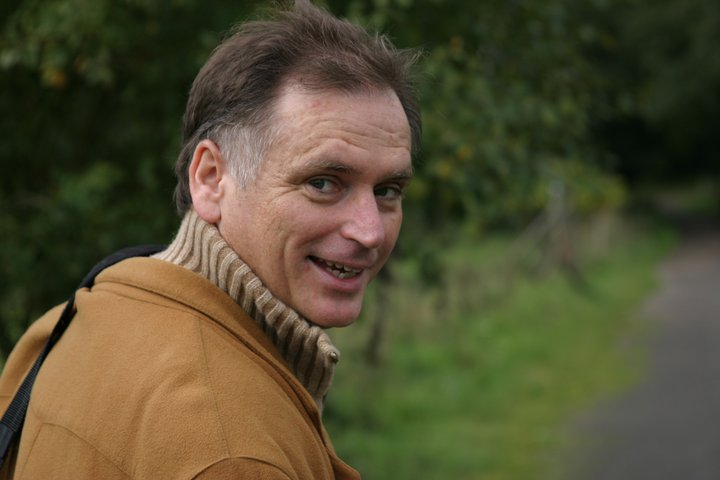
Rüdiger Heins

Rüdiger Heins (* 15. Januar 1957 in Bingen) ist ein deutscher Dichter, Schriftsteller, Regisseur,  Herausgeber und Dozent für Creative Writing und zeitgenössische Lyrik und Prosa.

## Leben und Leistungen
Rüdiger Heins ist freier Schriftsteller. Er produziert Beiträge für Radio, Fernsehen und Theater.
Rüdiger Heins machte zunächst eine Ausbildung zum Maschinenbauer. Anschließend lernte er den Beruf des Erziehers. Es folgte ein Volontariat zum Redakteur. Danach studierte er Diplom Sozialpädagogik und Kulturwissenschaften.
In einer Obdachlosenherberge recherchierte er zwei Jahre für ein Buchprojekt und veröffentlichte 1989 sein erstes Buch "Verband auf den Asphalt". Es folgten Recherchen über das Leben der Menschen, die auf den Straßen Deutschlands leben und in dem Buch "Obdachlosenreport" dokumentiert werden. In seinem Buch "Zuhause auf der Straße" begibt er sich auf die Suche nach Straßenkindern in Deutschland. 
Er ist Dozent im Creative Writing sowie Gründer und Studienleiter des INKAS – Institut für Kreatives Schreiben in Bingen am Rhein und in der Niedermühle in Odernheim. 2004 wurde dort die Schreibgruppe Abenteuer Schreiben für Kinder und Jugendliche gegründet, woraus die Anthologie Flaschenpost entstand. Heins organisiert Literaturveranstaltungen, interdisziplinäre Künstlerprojekte und koordiniert die Lange Nacht der Autoren in Bad Kreuznach, Bingen sowie St. Moritz. Er ist Herausgeber des Literatur, Kunst und Gesellschaft Magazins eXperimenta. Auf der Landesgartenschau in Bingen 2008 schuf er einen Haiku-Garten.
Mit Studierenden und Absolventen des INKAS Instituts veranstaltete er internationale Mailart-Aktionen und -Ausstellungen.
Mit ehemaligen chinesischen Gefangenen, die von Organentnahme bedroht waren, entstand das Buch- und Filmprojekt "Ausgeschlachtet". Sein Theaterstück "Allahs Heilige Töchter" machte auf die Lebenssituation von Muslima, die in Deutschland leben, aufmerksam. Das Stück musste unter Polizeischutz aufgeführt werden.
Rüdiger Heins ist Mitglied beim PEN-Zentrum Deutschland.

## Auszeichnungen
- Mannheimer Literaturpreis (2002)
- VS und Auswärtiges Amt Auslandsreisestipendium für Nicaragua
- Stipendiat im Künstlerhaus Selk in Schleswig-Holstein
- Stipendiat in der Künstlerwohnung Soltau in Niedersachsen
- Stipendiat der Gunnar Gunnarsson Stiftung, Island
- Stipendium des Landes Rheinland-Pfalz
- Stipendium Fonds Soziokultur
- Medienförderpreis Rheinland-Pfalz und Baden-Württemberg
- Rudolf Descher Feder Autorenpreis der IGdA

## Schriften
Sachbücher
- Obdachlosenreport, Zebulon-Verlag, Düsseldorf 1993, ISBN 3-928679-11-2.
- Von Berbern und Stadtratten, Lamuv, Göttingen 1998, ISBN 3-88977-506-3.
- Zuhause auf der Straße: Verlorene Kinder in Deutschland, Lamuv, Göttingen 1999, ISBN 3-88977-434-2.
- Handbuch des kreativen Schreibens: Creative Writing für Sozialpädagogen, Schneider Verlag Hohengehren, Baltmannsweiler 2005, ISBN 3-8340-0005-1.
- Der Konvent: Himmeroder Zisterziensermönche erzählen, Wiesenburg Verlag, Schweinfurt 2014, ISBN 978-3-95632-252-5.

Romane
- Verbannt auf den Asphalt: Begegnungen mit Pennern, Matthias Grünewald Verlag, Mainz 1989, ISBN 3-7867-1429-0.
- In Schweigen gehüllt, Debras Verlag, Konstanz 2013, ISBN 978-3-95632-103-0.
- Fensterglotzer, Edition Maya, Berlin 2022, ISBN 978-3-930758-65-4.

Lyrik
- Der Ketzer von Veduggio, Edition Maya, Frankfurt 1995, ISBN 3-930758-00-8.
- maria auf dem halbmond, Edition Maya, Frankfurt 1996, ISBN 3-930758-01-6.
- Voices Of The Big Bang: Urknalllyrik Wiesenburg Verlag, Schweinfurt 2002, ISBN 3-932497-80-5.
- Gilgamesh + Enkidu – Szenen aus dem Ur, Wiesenburg Verlag, Schweinfurt 2008, ISBN 978-3-939518-98-3.
- manchmal das Kurzgeschichten und Gedichte, Wiesenburg Verlag, Schweinfurt 2015, ISBN 978-3-95632-394-2.
- Urstrom – Lyrische Klanginstallationen, Wiesenburg Verlag, Schweinfurt 2016, ISBN 978-3-95632-407-9.
- NebelHornGesänge, Edition Maya, Berlin 2021, ISBN 978-3-930758-58-6.
- Buddha knipst die Lichter an, Edition Maya, Berlin 2023, ISBN 978-3-930758-82-1.

Stücke
- Ein grünes Rauschen, 1998.
- Das Gilgamesh Projekt, 2008.
- Fee: „Ich bin ein Straßenkind“, 2009.
- Allahs Heilige Töchter, 2010.
- Vision der Liebe, 2010.
- Ein Bild Mohammeds – Vier Ansichten des Propheten, 2012.
- Mutter + Tante – Die Geschichte einer Vergiftung, 2019.

Anthologien (als Herausgeber)
- Paradiesäpfel, internationale Haikuanthologie, Edition Maya, Berlin 1995, ISBN 978-3-930758-04-3.
- Flaschenpost, Briefe an die Zukunft, 2009.
- 365 Tage Liebe, 2017.
- Erlebtes und Erlauschtes vom Rochusberg, ISBN 978-3-930758-57-9.
- Das Corona-Tagebuch, Edition Maya, Berlin 2021, ISBN 978-3-930758-63-0.
- 365 Tage Liebe, Edition Maya, Berlin, 2022.

Hörspiele und Features
- Ich bin jetzt ein Roher Stein, ORB 1992.
- Leben und Leiden der Ranka Simonis, WDR 1993.
- Ich bin ein Straßenkind, WDR 1995.
- Flowers for Mum, NDR 1996.
- Mythos Wallraff, RRW 2009.
- Der Dichter, WortesKlangHörstatt 2021.
- Flucht ins Nichts, 2022.
- Das Corona-Tagebuch WortesKlangHörstatt 2022.
- "Jajajaja" O-Ton Hörspiel mit demenziell betroffenen Menschen 2023.
- Fee: "Ich bin ein Straßenkind" 2023

Filme
- Straßenkinder in Deutschland, 1995.
- Flowers for Mum, 1996.
- Angekommen, 2012.
- Vision der Liebe – Hildegard von Bingen, 2013.
- Der letzte Mönch von Himmerod, 2014.
- Schatten der Kindheit, 2017.
- Die Kunst des Vergessens, 2018.
- Die letzten Mönche der Abtei Himmerod, 2021.
- Angst vor der Dichtung, 2022.
- Gedankenfrei, 2022.
- Ausgeschlachtet, 2022.
- NadaLai, 2023
- Die Vision der Liebe Teil 1 bis Teil 4